# 송기석
송기석(宋基錫, 1962년 10월 10일~)은 대한민국의 판사 출신 정치인이다. 본관은 여산 송씨 원윤공파이다. 제20대 국회의원을 지냈다.

## 학력
- 남양서초등학교 졸업
- 제일고등공민학교 졸업
- 고흥영주고등학교 졸업
- 1989~1993 건국대학교 법학 학사

## 경력
- 제35회 사법시험 합격
- 제25기 사법연수원
- 미주리대학교 국제경제연구소 연수
- 무등봉사단 단장
- 광주지방법원 목포가정지원 판사
- 광주지방법원 순천지원 부장판사
- 광주지방법원 부장판사
- 광주광역시 북구 선거관리위원회 위원장
- 2016. 2. 국민의당 정책위원회 부의장
- 2016. 5.~2018. 2. 제20대 국회의원(광주 서구 갑, 국민의당)
  - 2016. 6.~2018. 2. 제20대 국회 전반기 교육문화체육관광위원회 간사
  - 2016. 7.~2016. 10. 제20대 국회 가습기살균제국정조사특별위원회 간사
  - 2017. 1.~2017. 12. 제20대 국회 헌법개정특별위원회 위원
  - 2017. 11. 제20대 국회 헌법재판소장(이진성) 임명동의에 관한 인사청문특별위원회 간사
  - 2017. 12. 제20대 국회 대법관(민유숙·안철상) 임명동의에 관한 인사청문특별위원회 위원
  - 2017. 12.~2018. 2. 제20대 국회 미세먼지 대책 특별위원회 위원
  - 2018. 1.~2018. 2. 제20대 국회 사법개혁특별위원회 간사
- 2016. 7.~2018. 2. 국민의당 제6정책조정위원회 위원장
- 2017 국민의당 불교특별위원회 위원장
- 2017 국민의당 비상대책위원회 위원장 비서실장
- 2017. 8.~2018. 2. 국민의당 당대표 비서실장
- 법무법인 감동으로 대표변호사
- 2021. 7.~2021. 11. 윤석열 제20대 대통령 선거 예비후보 국민캠프 지역본부 권역별 선거대책위원회 광주광역시·전라남도 선거대책위원장
- 2021. 12.~2022. 3. 살리는 선거대책위원회 광주 선거대책위원회 선거대책위원장단 총괄선거대책위원장

## 논란
20대 총선에서 불법으로 선거비용을 쓴 혐의(공직선거법, 정치자금법 위반)로 회계책임자가 기소되어 2016년 12월 9일 광주지법에서 열린 1심에서 징역 8개월에 집행유예 1년이 선고되었다. 재판부는 "증거 인멸까지 시도한 점 등 죄질이 좋지 않다"면서 "공정·투명하게 선거 운동을 해야 하는데 탈법을 저질러 엄한 처벌이 불가피하다"라고 하였다. 이에 항소하였으나 2017년 3월 30일 광주고법에서 열린 2심에서도 1심과 같이 징역 8개월, 집행유예 1년의 원심이 유지되었다. 2018년 2월 8일 대법원에서 상고가 기각되어 징역 8개월, 집행유예 1년, 벌금 200만원이 확정돼 의원직을 상실했다.

## 가족
- 자녀: 2남

## 역대 선거 결과
| 실시년도 | 선거   | 대수 | 직책     | 선거구       | 정당     | 득표수    | 득표율          | 순위 | 당락 | 비고 |
| -------- | ------ | ---- | -------- | ------------ | -------- | --------- | --------------- | ---- | ---- | ---- |
| 2016년   | 총선   | 20대 | 국회의원 | 광주 서구 갑 | 국민의당 | 40,550 표 | \| \| 56.23% \| | 1위  |      | 초선 |
|          | 56.23% |      |          |              |          |           |                 |      |      |      |